# ドカドカ大爆笑
『ドカドカ大爆笑』（ドカドカだいばくしょう）は、1975年4月3日から同年9月25日までNET系列で放送されていたNETテレビ（現・テレビ朝日）製作のバラエティ番組である。全20回。放送時間は毎週木曜 20:00 - 20:55 （日本標準時）。
番組は毎回1つのテーマを設け、それに沿った内容のコントを行っていた。レギュラー企画として、出演者たちが尻相撲合戦をする「ドカドカ大ケッ戦」や歌のコーナーも設けていた。

## 出演者
- レツゴー三匹
- 由美かおる
- マッハ文朱
- 青空球児・好児
- コント・ラッキー7

## サブタイトル
| 回 | 放送日 （1975年） | サブタイトル                                           | ゲスト                                                            |
| -- | ----------------- | ------------------------------------------------------ | ----------------------------------------------------------------- |
| 1  | 4月3日            | 全日本いびりっこ大会                                   | 西城秀樹、森昌子                                                  |
| 2  | 4月10日           | 春だ！ああ結婚                                         | 京唄子、鳳啓助、かしまし娘、コメディNo.1、間寛平                  |
| 3  | 4月17日           | 春だ！スポーツ大会                                     | 西川峰子、三善英史、牧伸二                                        |
| 4  | 4月24日           | 生きるか死ぬか!? マッハ文朱とジャンボ宮本の大血闘      | ジャンボ宮本、麻丘めぐみ、玉川良一、横山ノック                    |
| 5  | 5月8日            | 球児・好児、風呂場に潜入！コナ地獄もあるよ             | 今陽子、玉川良一                                                  |
| 6  | 5月22日           | チャンピオン柴田をやっつけろ、乗用車もぶっこわせ！     | 柴田国明、牧伸二、横山ノック、浅田美代子、南利明                  |
| 7  | 5月29日           | いびって笑って豪快修業！                               | 由利徹、山本リンダ                                                |
| 8  | 6月12日           | 全日本なぞなぞイビリッコ大会                           | JOHNNYS' ジュニア・スペシャル、中条きよし、毒蝮三太夫             |
| 9  | 6月26日           | 田舎の駅で何が起こったのか？ＪＪＳもドンケツに大挑戦!! | JOHNNYS' ジュニア・スペシャル、倉岡伸太朗、牧伸二、正司敏江・玲児 |
| 10 | 7月3日            | 大スペシャルだよ！フィンガー5後楽園で大騒ぎ            | フィンガー5、笑福亭鶴光                                           |
| 11 | 7月10日           | 水をかぶったマッハと、英史・花子のキッスで大照れ！     | 三善英史、美川憲一                                                |
| 12 | 7月17日           | 今夜はオバケ、ついにやったドンケツ５週勝ち抜き31万円！ | 宍戸錠、ミミ                                                      |
| 13 | 7月24日           | 全国イビリッコのど自慢ＦＬが生きたタコと大格闘！       | フォーリーブス、にしきのあきら                                    |
| 14 | 7月31日           | ビキニ美女マッハチームで大激突                         | フォーリーブス、石川さゆり、南利明                                |
| 15 | 8月21日           | がんばれ!!ロボコン 全日本ちびっ子大会                  | ロボコン、山口百恵                                                |
| 16 | 8月28日           | 全日本地獄ガマンコント大会                             | 日吉ミミ、毒蝮三太夫                                              |
| 17 | 9月4日            | 毒蝮におしおきの逆襲・全日本お祭りコント大会           | 毒蝮三太夫、井上純一、豊川誕、ザ・コミックス                      |
| 18 | 9月11日           | ＪＪＳと蛙の大相撲・イビリッコもひかえめにね！         | 笑福亭鶴光、坊屋三郎                                              |
| 19 | 9月18日           | ＦＬが風船リレーに苦しんだ・ママさんバレーは大勝利！   | フォーリーブス、JOHNNYS' ジュニア・スペシャル                     |
| 20 | 9月25日           | スター対抗家族そろってドンケツ大合戦                   | 片平なぎさ、フォーリーブス                                        |

5/1・6/5・6/19・8/7はプロ野球中継のため、5/15はボクシング特別番組のため、8/14は怪奇スペシャルのためそれぞれ休止。
プロ野球中継の場合も雨傘番組には映画作品が充てられ、野球が中止になった場合でも当番組の放送はなかった。
参考：『朝日新聞』朝日新聞社、1975年4月3日 - 同年9月25日付のラジオ・テレビ欄。
『サンケイ新聞』産経新聞社、1975年4月3日 - 同年9月25日付のラジオ・テレビ欄。
『毎日新聞』毎日新聞社、1975年4月3日 - 同年9月25日付のラジオ・テレビ欄。

## テーマ曲
テーマ曲
- 『ドカドカ音頭』（熊本県民謡『おてもやん』の替え歌）

挿入歌
- 『ドカドカ大ケッ戦のテーマ』

## ドカドカ大ケッ戦
番組ラストの名物コーナーで、勝ち抜きチャンピオンと一般参加者（およびゲスト出演者）による尻相撲合戦。

### ルール
- 出場者は前回からの勝ち抜きチャンピオン1名と、一般参加者による挑戦者10名。またこの回のゲスト出演者も参加する。
- まずチャンピオンへの挑戦者決めで、選ばれた2名がステージ中央の台に立ち、好児の「♪いくよ、くるよ、まだまだよ、まだよ、いくよ、それいくぞ！」の掛け声に合わせて尻をぶつける。勝った方は挑戦者を変えて続け、5人勝抜けばチャンピオンとの挑戦権を獲得。
- 決勝戦では、チャンピオンと挑戦者代表が3本勝負の尻相撲を行う。2勝先取した方がチャンピオンとなる。

### 賞金
1. 10,000円
2. 20,000円
3. 40,000円
4. 80,000円
5. 160,000円

この他、参加者全員に「参加賞」、チャンピオンに「チャンピオン賞」、負けた挑戦者の中からインパクトのあった挑戦者には「敢闘賞」が、それぞれ贈られる（いずれも週替わり）。